# Konstantin Meyl
Konstantin Meyl (* 29. August 1952 in Lemgo) ist ein deutscher Elektroniker und Energietechniker. Er ist seit 1986 Professor für Leistungselektronik an der Hochschule Furtwangen, jedoch seit 2018 im Ruhestand. Meyl ist in der Skeptikerbewegung vor allem durch seine pseudowissenschaftlichen Hypothesen und Behauptungen bekannt, die nach moderner Ansicht nicht den Standards der Physik entsprechen.

## Biographie
Meyl wurde 1984 an der Universität Stuttgart promoviert und wurde 1986 als Professor an die Fachhochschule Furtwangen berufen, die inzwischen in Hochschule Furtwangen umbenannt wurde. Dort ist er Dozent für Leistungselektronik sowie der Antriebs- und Steuerungstechnik.
Daneben wirbt Meyl für seine Überzeugung, dass die klassische Elektrodynamik auf der Grundlage der Maxwellschen Gleichungen unvollständig sei und durch eine Theorie ersetzt werden müsse, die er selbst begründet hat. Zentrale Begriffe darin sind „Potentialwirbel“, „Skalarwelle“ oder „Neutrinopower“ (auch in Bezug auf die Expansionstheorie der Erde). Er behauptet, damit eine einheitliche Feldtheorie entwickelt zu haben, aus der alle bekannten Wechselwirkungen ableitbar sind. Sie steht allerdings im Widerspruch zu den etablierten physikalischen Theorien der Elektrodynamik, widerspricht auch der Einsteinschen speziellen Relativitätstheorie.
Die Hochschule Furtwangen hat sich von Meyls Ideen distanziert, darauf hingewiesen, dass sie „wissenschaftlich und methodisch nicht anerkannt, sondern in der Fachwelt äußerst umstritten sind“ und klargestellt, dass sie nicht Gegenstand seiner Tätigkeiten an der Fakultät sind. Weiterhin darf Meyl über seine Theorien keine Vorlesungen an der Hochschule halten. Kritiker Meyls sind der Mathematikprofessor Gerhard Bruhn, der GWUP-Mitglied ist, und Klaus Keck. Bruhn hat nach eigenen Angaben mathematische Fehler und Widersprüche aufgezeigt, die Meyl bei der Herleitung seiner Theorie unterlaufen seien. Außerhalb der Skeptikerbewegung hat sich Thomas Eibert für die Forschungsgemeinschaft Funk mit einigen Arbeiten Meyls auseinandergesetzt.
Das Institut für Gravitationsforschung der Göde-Wissenschaftsstiftung hat den von Meyl vertriebenen Experimentierbausatz untersucht und kam zu dem Ergebnis, dass sich alle Beobachtungen im Rahmen der klassischen Elektrodynamik durch Übertragung mit transversalen elektromagnetischen Wellen (s. Lecher-Leitung und Harmonische) erklären ließen.
Konstantin Meyl verändert die Expansionstheorie der Erde, die im wissenschaftlich-akademischen Umfeld nicht mehr vertreten wird, dahingehend, dass nicht Äther, sondern die Absorption von Neutrinos aus dem Weltall die Erde expandieren ließen.
Sein Artikel zur interzellulären Kommunikation mit Hilfe von Skalarwellen wurde aus zwei wissenschaftlichen Zeitschriften und einem Tagungsband entfernt, nachdem die Herausgeber festgestellt hatten, dass Meyl den Artikel mit nahezu identischem Inhalt viermal veröffentlicht hatte.
In seinem Sciencefictionroman „Sendetechnik der Götter“ beschreibt er die von ihm angenommene Neutrino-Kommunikation zwischen antiken Tempeln zur Zeit des römischen Reiches. In seinem Buch wurden die Tempel gezielt als Telegraphiesender verwendet, um die Kommunikation zwischen allen Teilen des Weltreiches zu gewährleisten.

## Werke
- Dreidimensionale nichtlineare Berechnung von Wirbelstromkupplungen. Stuttgart. 1984.
- Potentialwirbel. Band 1, INDEL,  Villingen-Schwenningen 1990, ISBN 3-9802542-1-6.
- Potentialwirbel. Band 2, INDEL,  Villingen-Schwenningen 1992, ISBN 3-9802542-2-4.
- Elektromagnetische Umweltverträglichkeit. Teil 1, INDEL, Villingen-Schwenningen 1996, ISBN 3-9802542-8-3.
- Elektromagnetische Umweltverträglichkeit. Teil 2, INDEL, Villingen-Schwenningen 1998, ISBN 3-9802542-9-1.
- Elektromagnetische Umweltverträglichkeit. Teil 3, INDEL, Villingen-Schwenningen 2002., ISBN 3-9802542-7-5.
- Skalarwellentechnik. 3., verb. Auflage. INDEL, Villingen-Schwenningen 2000, ISBN 3-9802542-6-7.
- Neutrino Power. Der experimentelle Nachweis der Raumenergie revolutioniert unser Weltbild. Johannes von Buttlar im Gespräch mit Konstantin Meyl. Argo-Verlag, Marktoberdorf 2000, ISBN 3-9806584-8-1.
- Scalar Waves. From an extended vortex and field theory to a technical, biological and historical use of longitudinal waves. INDEL-GmbH, 2003, ISBN 3-9802542-4-0.
- Sendetechnik der Götter. 3., verb. Auflage. INDEL, 2004, ISBN 3-9802542-5-9.